# Leucoloma normandii
Leucoloma normandii là một loài rêu trong họ Dicranaceae. Loài này được Paris & Broth. ex Renauld mô tả khoa học đầu tiên năm 1902.